# Bugvæg
I anatomi repræsenterer bugvæggen grænserne på bughulen. Bugvæggen deles ind i den posteriore (bagerste), laterale (siderne) og anteriore (fronten) vægge.
| Anatomi | Spire Denne artikel om anatomi er en spire som bør udbygges. Du er velkommen til at hjælpe Wikipedia ved at udvide den. |